# 十八成浜
十八成浜（くぐなりはま）は、宮城県石巻市牡鹿地域内にある大字である。旧牡鹿郡牡鹿町大字十八成浜、旧牡鹿郡鮎川町大字十八成浜、旧牡鹿郡鮎川村大字十八成浜、旧牡鹿郡浜方十八成組十八成浜に相当する。郵便番号は986-2527。住民基本台帳に基づく人口は110人、世帯数は65世帯（2025年4月30日現在）。

## 概要
十八成浜は鮎川で盛んであった捕鯨の基地、鮎川への物資を中継地点として繁栄していた。
また、第一種漁港である十八成浜漁港を基地として漁業も盛んであるが、平地が少なく山地が多いため、農業は発達していない。
なお、気仙沼市の気仙沼大島に十八鳴浜という鳴き砂で著名な浜があるが、関連性はない。

## 地理
石巻市の南東部、牡鹿半島の中部に位置し、東は鮎川浜と、西は小渕浜と、北は泊浜と接して、南で石巻湾に面する。

### 行政区
石巻市は世帯数及び人口の調査、世帯台帳の整備、市行政の周知、連絡、通知のための公文書の配布伝達を円滑に行うために、行政区を定めている。石巻市の例規「石巻市行政委員規則」（2024年2月1日施行）によれば、十八成浜と対応する行政区は以下の通りである。
| 行政区 | 町・字   | 町・字 |
| 行政区 | 大字     | 小字   |
| ------ | -------- | ------ |
| 十八成 | 十八成浜 | 全域   |

### 小字
仙台法務局石巻支局の「石巻市登記所備付地図データ」（2024年10月5日時点）およびデジタル庁公表のアドレス・ベース・レジストリの「宮城県町字マスターデータセット」（2024年8月13日時点）および運輸局公表の「東北運輸局宮城運輸支局住所コード表」（2024年11月1日時点）によれば、牧浜の小字は以下の通りである。なお、町字IDは「宮城県町字マスターデータセット」（2024年8月13日時点）に基づく。
| 町字ID  | 大字     | 小字       | 出典         | 出典         | 出典 |
| 町字ID  | 大字     | 小字       | 町字マスター | 運輸局コード | 登記 |
| ------- | -------- | ---------- | ------------ | ------------ | ---- |
| 0139101 | 十八成浜 | 青ノ角     | ○            | ○            | ○    |
| 0139102 | 十八成浜 | ニテーボ   | ○            | ○            | ○    |
| 0139103 | 十八成浜 | ニテーボ東 | ○            | ○            | ○    |
| 0139104 | 十八成浜 | ボナラ石   | ○            | ○            | ○    |
| 0139105 | 十八成浜 | 金剛田     | ○            | ○            | ○    |
| 0139106 | 十八成浜 | 金剛畑     | ○            | ○            | ○    |
| 0139107 | 十八成浜 | 坂ノ上     | ○            | ○            | ○    |
| 0139108 | 十八成浜 | 鮫島       | ○            | ○            | ○    |
| 0139109 | 十八成浜 | 三本松     | ○            | ○            | ○    |
| 0139110 | 十八成浜 | 山下       | ○            | ○            | ○    |
| 0139111 | 十八成浜 | 山上       | ○            | ○            | ○    |
| 0139112 | 十八成浜 | 寺下       | ○            | ○            | ○    |
| 0139113 | 十八成浜 | 寺下入     | ○            | ○            | ○    |
| 0139114 | 十八成浜 | 寺山       | ○            | ○            | ○    |
| 0139115 | 十八成浜 | 十八成     | ○            | ○            | ○    |
| 0139116 | 十八成浜 | 清崎山     | ○            | ○            | ○    |
| 0139117 | 十八成浜 | 清崎長谷浜 | ○            | ○            | ○    |
| 0139118 | 十八成浜 | 前田       | ○            | ○            | ○    |
| 0139119 | 十八成浜 | 太田山     | ○            | ○            | ○    |
| 0139120 | 十八成浜 | 大嵐山     | ○            | ○            | ○    |
| 0139121 | 十八成浜 | 中山       | ○            | ○            | ○    |
| 0139122 | 十八成浜 | 中平       | ○            | ○            | ○    |
| 0139123 | 十八成浜 | 白浜       | ○            | ○            | ○    |
| 0139124 | 十八成浜 | 葉ノ木沢   | ○            | ○            | ○    |
| 0139125 | 十八成浜 | 葉ノ木沢入 | ○            | ○            | ○    |
| 0139126 | 十八成浜 | 疣石山     | ○            | ○            | ○    |

#### 明治期の小字
宮城県各村字調書によると明治17、18年頃の牧浜の小字は以下の通りである。
- 寺下
- 中平
- 前田
- 坂ノ上
- 葉ノ木沢
- 三本松
- 青ノ角
- ニテボウ
- 山下
- 鮫島
- 中山
- 寺山
- 清崎山
- 大嵐山
- 金剛北
- イボ石山
- 葉ノ木沢上
- 日向山
- 木ナラ山

## 歴史
仙台藩政期には大肝煎が住んでいたが、近年では隣接している鮎川浜の商圏となっている。
2005年（平成17年）4月1日に牡鹿郡牡鹿町が石巻市他5町と合併し、石巻市が発足したことにより、牡鹿郡牡鹿町大字十八成浜は石巻市十八成浜となった。

### 地名の由来
域内の浜がかつて鳴き砂で知られており、その音から十八成浜と命名された。

## 人口
2024年（令和6年）12月末時点での人口は以下の通りである。
| 大字     | 小字     | 世帯数 | 男   | 女   | 計    |
| -------- | -------- | ------ | ---- | ---- | ----- |
| 十八成浜 | 大嵐山   | 14世帯 | 14人 | 12人 | 26人  |
| 十八成浜 | 太田山   | 1世帯  | 1人  | 0人  | 1人   |
| 十八成浜 | 清崎山   | 2世帯  | 2人  | 1人  | 3人   |
| 十八成浜 | 十八成   | 28世帯 | 22人 | 22人 | 44人  |
| 十八成浜 | 金剛田   | 6世帯  | 4人  | 7人  | 11人  |
| 十八成浜 | 金剛畑   | 3世帯  | 2人  | 2人  | 4人   |
| 十八成浜 | 坂ノ上   | 1世帯  | 1人  | 2人  | 3人   |
| 十八成浜 | 寺山     | 6世帯  | 6人  | 9人  | 15人  |
| 十八成浜 | 中山     | 2世帯  | 2人  | 0人  | 2人   |
| 十八成浜 | 葉ノ木沢 | 1世帯  | 0人  | 1人  | 1人   |
| 十八成浜 | 前田     | 1世帯  | 1人  | 0人  | 1人   |
| 十八成浜 | 山下     | 2世帯  | 2人  | 1人  | 3人   |
| 合計     | 合計     | 67世帯 | 57人 | 57人 | 114人 |

また、2020年（令和2年）3月末時点での住民基本台帳による年代別・男女別の人口は以下の通りである。
| 世代       | 男   | 女   | 計   |
| ---------- | ---- | ---- | ---- |
| 0歳〜4歳   | 1人  | 0人  | 1人  |
| 5歳〜9歳   | 0人  | 0人  | 0人  |
| 10歳〜14歳 | 0人  | 1人  | 1人  |
| 15歳〜19歳 | 0人  | 1人  | 1人  |
| 20歳〜24歳 | 1人  | 0人  | 1人  |
| 25歳〜29歳 | 2人  | 3人  | 5人  |
| 30歳〜34歳 | 3人  | 1人  | 4人  |
| 35歳〜39歳 | 0人  | 2人  | 2人  |
| 40歳〜44歳 | 0人  | 1人  | 1人  |
| 45歳〜49歳 | 2人  | 1人  | 3人  |
| 50歳〜54歳 | 5人  | 3人  | 8人  |
| 55歳〜59歳 | 3人  | 5人  | 8人  |
| 60歳〜64歳 | 5人  | 5人  | 10人 |
| 65歳〜69歳 | 9人  | 5人  | 14人 |
| 70歳〜74歳 | 8人  | 5人  | 13人 |
| 75歳〜79歳 | 14人 | 11人 | 25人 |
| 80歳〜84歳 | 4人  | 7人  | 11人 |
| 85歳〜89歳 | 4人  | 10人 | 14人 |
| 90歳〜94歳 | 5人  | 2人  | 7人  |
| 95歳〜99歳 | 0人  | 3人  | 3人  |
| 100歳〜    | 0人  | 0人  | 0人  |

## 施設
- 十八成浜ビーチパーク[12]。
- 陽山寺

## 文化
- ハラマシギ - 4月14日に年男が山に入り、カツヌ木（ヌルデ木）をとってきて、長さ30cmくらいに切り、皮をはいで削りかけをつけた棒をハラマシギないしハラメン棒という[13]。家の男の子供の数だけそれを作り、神棚に上げておき、15日の明け方になると子供たちがこの棒をもって家をまわり、玄関や雨戸を叩き、家の中に入って家族の身体を「ハラメ、ハラメ」や「達者で暮らせ」と唱えながら、ハラマシギでたたいたり、こすったりするという風習がある[13]。

## 交通

### 鉄道
域内に鉄道は通っていないが、最寄駅は女川駅などが挙げられる。

### バス
- ミヤコーバス鮎川線

### 道路
- 宮城県道2号石巻鮎川線
- 宮城県道220号牡鹿半島公園線（牡鹿コバルトライン）

## 小・中学校の学区
小・中学校の学区は以下の通りとなる。
| 大字     | 字・番地 | 小学校             | 中学校             |
| -------- | -------- | ------------------ | ------------------ |
| 十八成浜 | 全域     | 石巻市立鮎川小学校 | 石巻市立牡鹿中学校 |

## 東日本大震災
十八成浜での東日本大震災の震度は概ね6弱であったと推測され、2012年時点では域内の犠牲者は5人である。また、126世帯中77世帯（175人）が被災し、40％以上の住民が十八成浜を離れた。
2012年12月時点での域内の世代・男女別の犠牲者・死亡率・当時の人口（2010年国勢調査によるもの）は以下の通りである。
| 世代と性別 | 犠牲者 | 死亡率 | 当時の人口 |
| ---------- | ------ | ------ | ---------- |
| 男性       | 1人    | 0.85%  | 118人      |
| 女性       | 4人    | 2.78%  | 144人      |
| 15歳未満   | 0人    | 0.00%  | 9人        |
| 15〜64歳   | 0人    | 0.00%  | 96人       |
| 65歳以上   | 5人    | 3.18%  | 157人      |
| 合計       | 5人    | 1.91%  | 262人      |